# Logan Paul
Logan Alexander Paul (Westlake, Ohio; 1 de abril de 1995) es una celebridad de Internet, youtuber, actor y luchador profesional estadounidense.
Consiguió su fama a través de compartir sketches humorísticos en el servicio de vídeo de Internet Vine. Después del cierre de la aplicación, comenzó a actuar en televisión y películas. Su trabajo televisivo incluye una aparición especial en Law & Order: Special Victims Unit y un papel en la serie de comedia Weird Loners. Su trabajo cinematográfico incluye la película distópica de ciencia ficción de YouTube Premium The Thinning y la comedia para adultos Airplane Mode. También comenzó a comercializar su propia marca de ropa llamada Maverick, llamada así por su loro.
Como actor, el trabajo cinematográfico y televisivo de Paul incluye apariciones especiales en Law & Order: Special Victims Unit y Bizaardvark, y papeles en las películas The Thinning (2016) y The Thinning: New World Order (2018). También ha explorado otras vías; lanzó su sencillo 2016 en 2016 y luchó contra el boxeador británico KSI en un combate amateur en 2018, que terminó en empate mayoritario. En la revancha de 2019, que fue una pelea profesional, KSI ganó por decisión dividida. 
Además del boxeo, Paul también ha incursionado en la lucha libre profesional. Después de un par de breves apariciones en WWE en 2021, hizo su debut como compañero estrella de The Miz en una lucha por equipos en WrestleMania 38 en abril de 2022, donde logró la victoria y elogios por su actuación. En junio de ese año firmó un contrato con WWE y desde entonces ha actuado en eventos como SummerSlam y Crown Jewel, en el que perdió ante el Campeón Universal Indiscutible de WWE Roman Reigns en el evento principal y en 2023, se coronó como el Campeón de los Estados Unidos en su primer reinado.

## Primeros años
Logan nació en Westlake (Ohio) el 1 de abril de 1995, hijo de Pamela Stepnick y Gregory Paul. Tiene ascendencia inglesa, irlandesa, escocesa, galesa, judía, francesa y alemana. Creció en Westlake con su hermano menor Jake (nacido en 1997), quien también es una personalidad de internet y boxeador. Logan comenzó a crear vídeos para un canal de YouTube llamado Zoosh cuando tenía 10 años. 
Asistió a Westlake High School, alcanzando las filas de apoyador All-Star de The Plain Dealer en el equipo de fútbol en 2012, y calificar para el Campeonato Individual de Lucha Libre División I 2013 de la Asociación Atlética de Escuelas Secundarias de Ohio a nivel estatal.

## Carrera en el boxeo

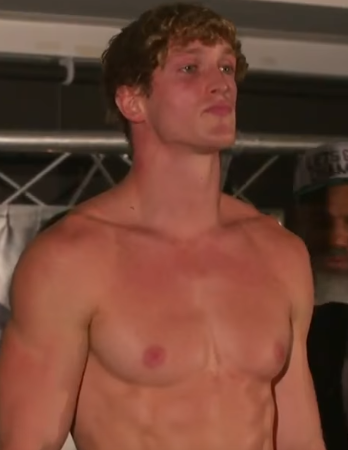
Logan a punto de luchar

### Rivalidad con KSI
El 3 de febrero de 2018, luego de su combate de boxeo amateur de cuello blanco con Joe Weller, el youtuber británico KSI desafió a Paul a un combate de boxeo. El 24 de febrero de 2018, se anunció que Paul y su hermano pelearían contra KSI y el hermano menor de este, Deji, en dos peleas de boxeo de cuello blanco. La pelea terminó en un empate mayoritario, con dos jueces puntuando la pelea incluso en 57–57 y un tercer juez puntuando 58–57 a favor de KSI.
El 4 de septiembre de 2019, se anunció que Paul haría su debut en el boxeo profesional en una revancha contra KSI, que se transmitiría exclusivamente por DAZN. La pelea estaba programada para el 9 de noviembre en el Staples Center. En la conferencia de prensa de Reino Unido para la revancha, Paul nuevamente generó controversia cuando acusó a KSI de tener cinco abortos, antes de comentar: "Cinco bebés muertos. Podría devolverte el favor y matarte". Recibió críticas de los activistas por el derecho al aborto, quienes calificaron su comentario como "horrible", mientras que los activistas provida salieron en su defensa. Paul respondió para retractarse al admitir que dijo "algo desagradable e insensible".
La revancha, que consistió en seis rondas de tres minutos, resultó en una victoria para KSI por decisión dividida, con dos jueces anotando la pelea 57-54 y 56-55 para KSI, y un juez anotando 56-55 a favor de Paul.

### Pelea de exhibición contra Floyd Mayweather
El 6 de diciembre de 2020, se anunció que Paul se enfrentaría al excampeón mundial de cinco divisiones Floyd Mayweather Jr. en una pelea de exhibición el 20 de febrero de 2021. No obstante, la pelea se pospuso y tuvo lugar el 6 de junio de 2021 en el Hard Rock Stadium de Florida. Un mes antes, ambos se conocieron por primera vez en una conferencia de prensa en el Hard Rock Stadium, donde Jake Paul se involucró en una pelea con Mayweather cuando le quitó el sombrero de la cabeza. Un Mayweather visiblemente furioso fue capturado en un vídeo amenazándolo.
La pelea consistió en un remache constante iniciado por Paul y recorrió toda la distancia con el sonido de los abucheos de la multitud, sin que se anunciara ningún ganador. El boxeo superior de Mayweather se reflejó en las estadísticas de golpes de CompuBox, conectando 43 golpes de 107 lanzados (40,2%), en comparación con los 28 de Paul de 217 lanzados (12,9%).
En su entrevista posterior a la pelea, Mayweather elogió a su oponente y dijo: "Es mejor de lo que pensé que era... es un competidor duro y rudo". Paul pareció albergar algunas dudas sobre la seriedad con la que Mayweather se había tomado la pelea y dijo: "Me iré a casa pensando: '¿Floyd me dejó sobrevivir?".

## Carrera en lucha libre profesional

### WWE (2021 - presente)

#### Apariciones esporádicas (2021)
Aparte de ser un boxeador aficionado, Logan Paul hizo su primera aparición en WWE en el episodio del 2 de abril de SmackDown, como invitado de Sami Zayn para el estreno en la alfombra roja de su documental, y Zayn luego invitó a Paul a estar en el ringside para su combate en WrestleMania 37 contra Kevin Owens. En el evento, después de que Owens derrotara a Zayn, Paul celebró con él, antes de recibir un Stunner.
En el episodio del 3 de septiembre de SmackDown, Paul regresó a WWE como invitado especial de Happy Corbin en The KO Show, donde ayudó a Corbin a atacar a Kevin Owens.

#### 2022
En abril de 2022, Paul hizo su debut luchístico en el evento WrestleMania 38, haciendo equipo con The Miz, el cual enfrentaron a The Mysterios (Rey Mysterio & Dominik Mysterio), por el cual ganaron el combate. Ni bien tras haber ganado, Paul fue atacado por The Miz.
El 30 de junio, Paul firmó un contrato de larga duración con WWE. Posteriormente, anunció que buscaba vengarse de The Miz por atacarlo, programándose un combate entre ambos para SummerSlam. El 30 de julio en SummerSlam, Paul logró vencer a The Miz en su primer combate individual, aplicándole su propio finisher: el Skull Crushing Finale.
Paul luego encaró a Roman Reigns en el episodio del 16 de septiembre de SmackDown, y los dos se enfrentaron en Crown Jewel el 5 de noviembre por el Campeonato Universal Indiscutible de la WWE de Reigns. A pesar de la interferencia de su hermano Jake, no logró destronar el reinado del samoano, marcando así su primera derrota en WWE. No obstante, tanto el combate en general como la actuación in-ring de Paul en particular han sido digno de elogios por parte de los fanáticos y la crítica, quedando impresionados ante un youtuber que era cuestionado por recibir una oportunidad titular a los títulos máximos teniendo apenas dos combates en su haber. Inicialmente se informó que Paul había sufrido una rotura de menisco, MCL y ACL durante la lucha, sin embargo, más tarde se reveló que solo se había torcido el menisco y el MCL.

#### 2023-presente
El 28 de enero de 2023 en Royal Rumble, Paul regresó de su lesión para ingresar al Royal Rumble match masculino en el puesto 29 eliminando a Seth Rollins antes de ser eliminado por el eventual ganador, Cody Rhodes. En Elimination Chamber el 18 de febrero, Paul le costó a Rollins su combate por el Campeonato de los Estados Unidos dentro de la estructura homónima, el cual Austin Theory ganó para retener el título. En el episodio del 6 de marzo de Raw, se programó una lucha entre Paul y Rollins para WrestleMania 39 y Logan anunció sería en la Noche 1. En abril, sufrió su primera derrota en el magno evento al caer frente a Rollins. Al igual que su combate contra Roman Reigns el año anterior, este recibió grandes elogios de los críticos. Una semana después, Paul firmó un nuevo contrato de varios años con WWE.
En el episodio del del 19 de junio de Raw, Paul hizo su regreso para anunciar su participación en el Money in the Bank Ladder match, siendo el séptimo y último competidor en la lucha. Aunque no pudo hacerse con la victoria en dicho evento, fue tendencia en redes sociales cuando él y Ricochet protagonizaron un botch cuando Ricochet le aplicó mal un Spanish fly en la cuerda superior. La rivalidad entre ambos siguió hasta SummerSlam, donde se llevó la victoria tras golpear a Ricochet con un puño de acero.
El 20 de octubre en SmackDown, retó a Rey Mysterio para una lucha en Crown Jewel derrotándolo en aquel evento celebrado el 4 de noviembre en Arabia Saudita, ganando el Campeonato de los Estados Unidos, su primer título en la compañía.
El 27 de enero de 2024 en el evento Royal Rumble retuvo el Campeonato de los Estados Unidos después de que Kevin Owens fuera descalificado por usar la manopla. El 24 de febrero en el evento Elimination Chamber fue eliminado por Randy Orton en una Elimination Chamber Match, sin embargo después de ser eliminado atacó a Orton con la manopla provocando que fuera eliminado por Drew McIntyre siendo este el ganador del combate. El 7 de abril de 2024 en WrestleMania XL retuvo el Campeonato de los Estados Unidos contra Owens y Orton.
El 25 de mayo de 2024 en el evento King & Queen of the Ring tuvo un combate por el Campeonato Indiscutido de WWE contra el campeón Cody Rhodes siendo derrotado, sin embargo el Campeonato de los Estados Unidos no estuvo en juego. El 3 de agosto de 2024 perdió el Campeonato de los Estados Unidos contra LA Knight en el evento SummerSlam.
El 1 de febrero de 2025 apareció en Royal Rumble eliminando a AJ Styles y CM Punk siendo eliminado por John Cena. Después el 10 de febrero de 2025 compitió contra Rey Mysterio por un cupo dentro de la Elimination Chamber Match ganando la lucha.

## Vida personal
En octubre de 2015, Logan vivía en el mismo complejo de apartamentos en "Hollywood y Vine" en California, que otras celebridades de las redes sociales, incluyendo sus compañeros de habitación Mark Dohner y Evan Eckenrode. Esta proximidad facilitó varias colaboraciones en sus respectivos vídeos. En octubre de 2017, Paul y Eckenrode se mudaron a una finca en Encino. En el episodio 198 de su podcast Impaulsive, que trataba sobre la religión con el invitado Carl Lentz, que fue pastor de Hillsong Church NYCen ese momento, se describió como "no demasiado religioso". Logan también dijo que era cristiano. Precisó que cree en un "creador" , pero no sabe cuál sería el papel de este creador en la vida de los humanos.
En febrero de 2021, Paul anunció que se mudaría a Puerto Rico, en el municipio de Dorado, explicando que los altos impuestos en California fue el motivo de esa decisión. En junio de 2021, vivía allí en una mansión de 13 millones de dólares.
Desde inicios del 2022, comenzó una relación con la modelo profesional, Nina Agdal, el cual en un comunicado expresado en sus redes sociales el 9 de julio del 2023, anunciaron su compromiso matrimonial, el 15 de abril de 2024, anunciaban en sus redes sociales que estaban esperando a su primer hijo, que es una niña naciendo el 26 de septiembre del año señalado, tras casi 1 año después del nacimiento de su hija, el 15 de agosto de 2025, se casaron en Italia.

## Controversias

### Bosque de los suicidios
En diciembre de 2017, Paul hizo un viaje a Japón, dónde visitó el Aokigahara, bosque famoso entre los japoneses como el  «bosque de los suicidios» por los múltiples casos de suicidio que han tenido lugar ahí. Cuando se adentraron en el bosque se sorprendieron al ver que había un hombre muerto colgado de un árbol. El youtuber decidió seguir con el blog que estaba grabando para según él «acercarse al fallecido» y mostrarlo en cámara. El vídeo tardó tan solo 24 horas en viralizarse y ser blanco de críticas por múltiples plataformas de Internet y programas informativos de televisión. Logan Paul arruinó sus contratos y comenzó a decaer en suscriptores rápidamente. Ante esto, Logan Paul borró el vídeo de la plataforma de Youtube y subió un vídeo pidiendo disculpas a todo Internet y a todo el mundo que haya podido afectarle su vídeo. Un año después del suceso, el youtuber sigue subiendo vlogs y una serie animada sobre su pasado personal.

### Incidente con Dillon Danis
Antes de su pelea de boxeo en octubre de 2023, Paul y el luchador de artes marciales mixtas Dillon Danis tuvieron enfrentamientos por medio de Twitter (renombrado como X) entre los meses agosto y septiembre. Danis compartió repentinamente fotografías de la prometida de Paul, Nina Agdal, y en ocasiones, de ella misma en situaciones comprometedoras. Esto hizo que Nina le demandará mientras Paul amenazaba con cancelar la pelea.
En la conferencia de prensa del día de la pelea en Manchester, ambos luchadores tuvieron una riña en la que fueron separados.

## Campeonatos y logros
- WWE
  - WWE United States Championship (1 vez)

## Filmografía

### Cine
| Año  | Título                        | Personaje                  | Formato      |
| ---- | ----------------------------- | -------------------------- | ------------ |
| 2014 | Rainbow Man                   | Thomas Trainor/Rainbow Man | Cortometraje |
| 2015 | Lyin' Ryan                    | Ryan                       | Cortometraje |
| 2015 | Close Before Midnight         | Miles                      | Cortometraje |
| 2016 | Chainsaw                      | Craig                      | Cortometraje |
| 2016 | The Thinning                  | Blake Redding              | Web          |
| 2017 | The Space Between Us          | Roger                      | Película     |
| 2017 | Superstition: The Rule of 3's | Preston                    |              |
| 2017 | Where's the Money             | Eddie                      |              |
| 2017 | Linked                        | Logan                      |              |
| 2017 | Airplane Mode                 |                            |              |
| 2017 | Can't Take It Back            | Clint Plotkin              |              |
| 2018 | Undying                       |                            |              |
| 2018 | Valley Girl                   | Mickey                     |              |
| 2018 | The Thinning: New World Order | Blake Redding              | Web          |

### Televisión
| Año  | Título                            | Personaje     | Notas                                                           |
| ---- | --------------------------------- | ------------- | --------------------------------------------------------------- |
| 2015 | Law & Order: Special Victims Unit | Ryan          | Episodio: "Intimidation Game"                                   |
| 2015 | Weird Loners                      | Logan Twins   | Episodio: "Weird Pilot"                                         |
| 2016 | Stitchers                         | Theo Engelsen | Episodio: "The Two Deaths of Jamie B.", "The One That Got Away" |
| 2016 | Walk the Prank                    | Él mismo      | Episodio: "So You Think You Can Middle School Dance"            |
| 2016 | Bizaardvark                       | Kirk          | Episodio: "The First Law of Dirk"                               |

### Web
| Año           | Título            | Personaje                  | Notas                   |
| ------------- | ----------------- | -------------------------- | ----------------------- |
| 2014          | Bad Weather Films | Thomas Trainor/Rainbow Man | Episodio: "Rainbow Man" |
| 2015–presente | Logan Paul        |                            | —                       |
| 2016          | Logan Paul Vs.    |                            | —                       |
| 2016–presente | Foursome          | Alec Fixler                | Rol principal           |

## Discografía

### Sencillos
Como artista principal
| Título                                      | Año  | Posición | Posición | Posición |
| Título                                      | Año  | USBub.   | AUS      | NZHeat.  |
| ------------------------------------------- | ---- | -------- | -------- | -------- |
| "Help Me Help You" (featuring Why Don't We) | 2017 | 5        | 90       | —        |
| "Outta My Hair"                             | 2017 | —        | —        | —        |
| "No Handlebars"                             | 2017 | —        | —        | 6        |